# Arriva autobusy
ARRIVA autobusy a.s. je dopravní společnost skupiny Arriva, vlastněná holdingem ARRIVA TRANSPORT ČESKÁ REPUBLIKA a.s. a sídlící v Chrudimi. Nový název má od 12. prosince 2021, kdy byla přejmenována z názvu Arriva Východní Čechy a.s. Od 1. ledna 2022 se do ní má začlenit a tím zaniknout sloučením společnost Arriva Morava a.s. Ředitelem ARRIVA autobusy a.s. zůstává i po přejmenování a sloučení Jindřich Poláček.

## Změny vlastníků a názvů
Společnost vznikla k 1. lednu 2001 pod názvem ČSAD AUTOBUSY CZ Chrudim a. s. vyčleněním a sloučením autobusových sekcí společností ČSAD BUS Chrudim a.s. a ČSAD Kutná Hora a.s., který vznikly v roce 1994 privatizací a transformací osobní dopravy bývalých závodů státních podniků ČSAD. K 29. květnu 2002 se jejím jediným akcionářem stala švédská společnost Connex Transport AB, která ji k témuž dni přejmenovala na CONNEX Východní Čechy a. s. Od 11. října 2005 se jejím vlastníkem stal Connex Czech Holding a. s., od 31. května 2006 Veolia Transport Česká republika a. s. V roce 2013 došlo k rebrandingu českého holdingu na název ARRIVA TRANSPORT ČESKÁ REPUBLIKA a.s. a chrudimská společnost byla přejmenována na název ARRIVA VÝCHODNÍ ČECHY a.s., v prosinci 2021 pak na název ARRIVA autobusy a.s.

## Akvizice a fúze
K 1. červenci 2008 byla ke společnosti CONNEX Východní Čechy a. s. připojena zanikající společnost Městská autobusová doprava Kolín, s. r. o.
K 1. září 2011 se Veolia Transport Východní Čechy stala jediným akcionářem společnosti ORLOBUS a. s., která s ní byla 1. červenci 2012 sloučena.
K 1. červnu 2017 byla ke společnosti ARRIVA VÝCHODNÍ ČECHY a.s. připojena dosavadní společnost OSNADO spol. s r.o.
Na 1. leden 2022 bylo avizováno sloučení společnosti Arriva Morava a.s. do společnosti Arriva autobusy a.s.